# Fred Howe (cầu thủ bóng đá, sinh năm 1912)
Fred Howe (24 tháng 9 năm 1912 - 1984) là một cầu thủ bóng đá người Anh thi đấu ở vị trí tiền đạo.